# Aeroportul Cotopaxi
Aeroportul Cotopaxi (IATA: LTX, ICAO: SELT) este un aeroport din Ecuador ce deservește zona Latacunga.
Situat la o altitudine de 2.805 m, aeroportul dispune de o singură pistă. Este operat de Fuerza Aérea Ecuatoriana⁠(d).